# Allothele malawi
Allothele malawi is een spinnensoort in de taxonomische indeling van de Dipluridae.
Het dier behoort tot het geslacht Allothele. De wetenschappelijke naam van de soort werd voor het eerst geldig gepubliceerd in 1984 door Coyle.